# Saint-Alban, Ain
Saint-Alban là một xã ở tỉnh Ain, vùng Auvergne-Rhône-Alpes thuộc miền đông nước Pháp.